# Bottineau (North Dakota)
Bottineau er en amerikansk by og administrativt centrum for det amerikanske county Bottineau County i staten North Dakota. I 2000 havde byen et indbyggertal på 2.336.

## Ekstern henvisning
- Bottineaus hjemmeside (engelsk)

48°50′N 100°27′V / 48.83°N 100.45°V